# Terrence O’Hara
Terrence O’Hara (* 25. Dezember 1945; † 5. Dezember 2022) war ein US-amerikanischer Fernsehregisseur und Schauspieler.

## Leben
Terrence O’Hara begann seine Karriere Ende der 1970er Jahre als Schauspieler in kleineren Rollen. So hatte er bis 1982 Gastrollen in Ryan’s Hope, Mrs. Columbo, The Greatest American Hero und Die Zeitreisenden. Es folgten größere Rolle in Mad End (1985) und in Force Commando (1986), ehe er mit der Schauspielerei aufhörte. Mit Darkroom inszenierte er 1989 seinen ersten und bisher einzigen Spielfilm, bevor er Anfang der 1990er Jahre mit dem Fernsehfilm Die Alptraumbraut komplett zum Fernsehen wechselte.
Von da bis zu seinem Tod war O’Hara als Regisseur an knapp 50 verschiedenen Fernsehserien beteiligt gewesen. Dazu zählten in den 1990er Jahren Palm Beach-Duo, Renegade – Gnadenlose Jagd, Pacific Blue – Die Strandpolizei, Dr. Quinn – Ärztin aus Leidenschaft, Pretender und Star Trek: Raumschiff Voyager. In den 2000er Jahren arbeitete er hauptsächlich an den Serien JAG – Im Auftrag der Ehre, Dark Angel, Akte X – Die unheimlichen Fälle des FBI, Third Watch – Einsatz am Limit, Angel – Jäger der Finsternis, CSI: Vegas, Smallville, The Shield – Gesetz der Gewalt, The Unit – Eine Frage der Ehre und Sons of Anarchy. Im nachfolgenden Jahrzehnt war er mehrfach an Navy CIS: New Orleans, Grimm und The Blacklist sowie an Dollhouse und Rizzoli & Isles beteiligt. Bis 2022 arbeitete er außerdem regelmäßig an Episoden der Serien Navy CIS und Navy CIS: L.A..
Terrence O’Hara war ab 1986 bis zu seinem Tod mit der ehemaligen Schauspielerin Shanna Reed verheiratet und hatte mit ihr einen Sohn (* 1992). Außerdem hatte er zwei Töchter. O’Hara verstarb Anfang Dezember 2022 in Folge einer Krebserkrankung.

## Filmografie (Auswahl)
Als Schauspieler
- 1978: Ryan’s Hope (Seifenoper)
- 1979: Mrs. Columbo (Fernsehserie, Episode 2x01)
- 1982: The Greatest American Hero (Fernsehserie, Episode 2x11)
- 1982: Die Zeitreisenden (Voyagers!, Fernsehserie, Episode 1x01)
- 1985: Mad End (Naked Vengeance)
- 1986: Force Commando (The Devastator)

Als Regisseur
- 1989: Darkroom
- 1991: Die Alptraumbraut (The Perfect Bride, Fernsehfilm)
- 1992–1995: Palm Beach-Duo (Silk Stalkings, Fernsehserie, 8 Episoden)
- 1993–1995: Renegade – Gnadenlose Jagd (Renegade, Fernsehserie, 14 Episoden)
- 1996: Pacific Blue – Die Strandpolizei (Pacific Blue, Fernsehserie, 6 Episoden)
- 1996–1997: Dr. Quinn – Ärztin aus Leidenschaft (Dr. Quinn, Medicine Woman, Fernsehserie, 10 Episoden)
- 1997–1999: Pretender (Fernsehserie, 7 Episoden)
- 1999: Star Trek: Raumschiff Voyager (Star Trek: Voyager, Fernsehserie, Episode 5x12)
- 1999–2004: JAG – Im Auftrag der Ehre (JAG, Fernsehserie, 17 Episoden)
- 2000: Dark Angel (Fernsehserie, Episode 1x02)
- 2001: Akte X – Die unheimlichen Fälle des FBI (The X-Files, Fernsehserie, Episode 8x08)
- 2001: Third Watch – Einsatz am Limit (Third Watch, Fernsehserie, Episode 2x18)
- 2002–2004: Angel – Jäger der Finsternis (Angel, Fernsehserie, 6 Episoden)
- 2002–2007: Smallville (Fernsehserie, 12 Episoden)
- 2003, 2008: The Shield – Gesetz der Gewalt (The Shield, Fernsehserie, 2 Episoden)
- 2003–2022: Navy CIS (NCIS, Fernsehserie, 56 Episoden)
- 2005–2006: CSI: Vegas (CSI: Crime Scene Investigation, Fernsehserie, 4 Episoden)
- 2006–2009: The Unit – Eine Frage der Ehre (The Unit, Fernsehserie, 4 Episoden)
- 2008–2009: Sons of Anarchy (Fernsehserie, 2 Episoden)
- 2009–2022: Navy CIS: L.A. (NCIS: Los Angeles, Fernsehserie, 29 Episoden)
- 2010: Dollhouse (Fernsehserie, Episode 2x12)
- 2011: Rizzoli & Isles (Fernsehserie, Episode 2x08)
- 2012–2017: Grimm (Fernsehserie, 13 Episoden)
- 2015–2019: The Blacklist (Fernsehserie, 6 Episoden)